# ×Crataemespilus
×Crataemespilus (o Cratae-mespilus) es un nombre genérico aplicado al híbrido realizado entre los géneros Crataegus y Mespilus. No debe ser confundido con +Crataegomespilus, el cual es aplicado a la quimera de injerto entre estos géneros.

## Especies
Las especies conocidas son:
- xCrataemespilus gillotii E.G.Camus, hybrids between M. germanica and C. monogyna
- xCrataemespilus grandiflora (Sm.) E.G.Camus, hybrids between M. germanica and C. laevigata (originally named Mespilus grandiflora Sm.).